# Presa d'Igualada
La presa d'Igualada fou l'entrada de les forces carlines d'Alfons Carles de Borbó, Savalls, Auguet i Miret a la vila d'Igualada els dies 17 i 18 de juliol de l'any 1873 en el curs de la tercera guerra carlina.
La ciutat es trobava defensada pel batalló de Navarra i per uns 250 voluntaris. Les forces carlines es calculen entre 2.200 i 2.500 homes, entre els quals els valerosos zuaus pontificis que acompanyaven Alfons Carles. El comandant de la companyia, l'holandès Ignacio Wills, va trobar una mort heroica en assaltar una barricada.
Després de 36 hores de sagnant lluita, la ciutat fou retuda als carlins. Les fonts liberals van assegurar que el batalló de Navarra, de guarnició a la ciutat, es va mantenir al marge de la lluita per venjar així una recent revolta d'un grup de soldats atribuït a la ciutadania.
El mateix dia 18 de juliol, els carlins van abandonar la ciutat emportant-se ostatges i després d'obtenir un generós botí. Ho feren hostilitzats per les forces de Joan Martí i Torres, el Xic de les Barraquetes.